# Carl V. Dupré
Carl V. Dupré (* 7. Juni 1965 in Cranston, Rhode Island) ist ein US-amerikanischer Drehbuchautor, der vor allem für B-Filme tätig ist.

## Leben
Im Jahr 1990 machte Dupré seinen Abschluss an der Rhode Island College mit einem Bachelor in Film Studies. Zwei Jahre später zog er nach Los Angeles um.
Dupré begann seine Karriere ilm Filmgeschäft als Schnittassistent im Jahr 1992, als er in der Funktion für den Actionfilm Bloodfist 4 – Deadly Dragon tätig war. Bis 1997 folgten mehrere weitere Produktionen, an denen er als Schnittassistent beteiligt war, darunter etwa der Horrorfilm Scream 2.
Im Jahr 1996 gab er für die Serie Bone Chillers sein Debüt als Drehbuchautor und kooperierte dabei erstmals mit dem Regisseur und Drehbuchautor Adam Rifkin. 1999 arbeiteten die beiden bei dem Film Detroit Rock City erneut zusammen, Rifkin übernahm die Regie, Dupré schrieb am Drehbuch mit.
In den folgenden Jahren verfasste Dupré das Drehbuch verschiedener Horrorproduktionen. 2002 war er bspw. an der Direct-to-DVD-Produktion Hellraiser: Hellseeker beteiligt, 2005 folgte deren Fortsetzung Hellraiser: Hellworld. Die Regie übernahm beide Male Rick Bota.
Dupré ist verheiratet.

## Filmografie (Auswahl)
- 1996: Bone Chillers (Fernsehserie)
- 1999: Detroit Rock City
- 2000: God’s Army III – Die Entscheidung (The Prophecy 3: The Ascent)
- 2002: Hellraiser: Hellseeker
- 2003: Devil’s Playground – Tödlicher Fluch (Strange Frequency 2, Fernsehfilm)
- 2005: Hellraiser: Hellworld
- 2011: Inkubus